# Миротворець (телесеріал)
«Миротворець» (англ. Peacemaker) — фантастичний американський телесеріал, створений Джеймсом Ґанном для потокового сервісу HBO Max, спіноф фільму «Загін самогубців: Місія навиліт» (2021), дія якого розгортається в розширеному всесвіті DC. Серіал зняли компанії DC Films, Safran, Troll Court Entertainment і Warner Bros.
Головного героя, як і в «Загоні самогубців», грає Джон Сіна. В інших ролях знялися Стів Ейджі, Даніель Брукс, Роберт Патрік, Дженніфер Голланд, Фредді Строма і Чукуді Івуджі. Серіал був замовлений у вересні 2020 року. Знімання відбувалося в Ванкувері (Канада) з січня по липень 2021 року.
Прем'єра «Миротворця» відбулася 13 січня 2022 року. Перший сезон включає вісім епізодів.

## Сюжет
Головний герой серіалу — персонаж коміксів Крістофер Сміт, знаний як Миротворець. Він відрізняється прагненням до миру і готовністю добиватися його за всяку ціну, не зупиняючись ні перед якими жертвами. Творці шоу заздалегідь позиціонували його як пригодницьку комедію, яка розповість про походження персонажа.

## Актори та персонажі

### Основний склад
| Актор             | Роль                         | "Опис" |
| ----------------- | ---------------------------- | --- |
| Джон Сіна         | Крістофер Сміт / Миротворець | Безжальний убивця, який вірить у досягнення миру за всяку ціну. Ґанн описав персонажа як «супергероя / суперлиходія / найбільшого придурка в світі» |
| Роберт Патрік     | Оґюст Сміт / Білий Дракон    | Батько Миротворця, у минулому Суперлиходій |
| Фредді Строма     | Едріан Чейз / Вігілант       | Окружний прокурор і борець зі злочинністю, який може швидко зцілитися від травм.                                                                    |
| Стів Ейджі        | Джон Економос                | Начальник в'язниці Бель Рів і помічник Аманди Воллер.                                                                                               |
| Даніель Брукс.    | Леоте Адебайо                | |
| Дженніфер Голланд | Емілія Гаркорт               | Агент АНБ і помічниця Аманди Воллер. |
| Чуквуді Івуджі    | Клемсон Мьорн.               | |

### Другорядний склад
| Актор             | Роль               | "Опис"         |
| ----------------- | ------------------ | -------------- |
| Лохлін Манро      | Ларрі Фітцгіббон.  |                |
| Енні Чанг         | детектив Софі Сон. |                |
| Крістофер Геєрдал | детектив Локк.     |                |
| Елізабет Ладлоу   | Кійяе.             |                |
| Різван Манжі      | Джаміль.           |                |
| Нют Ле            | Дзюдомастер.       |                |
| Елісон Арайя      | Ембер              | дружина Евана. |
| Ленні Джейкобсон  | Еван               | чоловік Ембер. |

Джеймс Ганн зняв перші три епізоди серіалу, а також шостий і восьмий, і він написав сценарії до всіх восьми епізодів. Бред Андерсон зняв сьомий епізод, в той час як Джоді Хілл і Розмарі Родрігес кожен зняли по епізоду.

## Виробництво

### Розробка
Завершуючи роботу над фільмом «Загін самогубців: Місія навиліт» (2021) в серпні 2020 року, під час локдауна через пандемію COVID-19, сценарист і режисер Джеймс Ґанн почав писати сценарій телесеріалу, присвяченого походженням Миротворця, роль якого у фільмі виконує Джон Сіна. Ґанн сказав, що це було «переважно заради веселощів», але потім DC Films запитали його, про якого персонажа з «Загону самогубців» він хотів би зняти телесеріальний спіноф. Через місяць HBO Max запросило пряме замовлення на серіал «Миротворець», причому Ґанн написав сценарії до всіх восьми епізодів першого сезону і зняв п'ять епізодів. Ґанн і продюсер «Загону самогубців» Пітер Сафран були призначені виконавчими продюсерами, а Сіна — співвиконавчим продюсером. У грудні президент DC Films Волтер Гамада пояснив, що студія працювала з творцями свого майбутнього фільму, щоб спробувати створити взаємопов'язані телесеріальні спінофи для HBO Max, засновані на багатьох з цих фільмів, і «Миротворець» був одним з них. Також в грудні Метт Міллер приєднався в якості додаткового виконавчого продюсераа.

### Сценарій
«Миротворець» розширює світ, який Ґанн побудував для «Загону самогубців», хоча він не розкривав, коли дія серіалу відбувається стосовно фільму, до виходу фільму. Він сказав, що серіал був можливістю вивчити поточні світові проблеми через головного персонажа. Ґанну знадобилося вісім тижнів, щоб написати перший сезон, використовуючи час, виділений йому для перерви між його роботою над фільмами «Загін самогубців» і «Вартові Галактики. Частина 3»(2023) від Marvel Studios. Він вирішив не робити перерву через пандемію.

### Підбір акторів
Після замовлення серіалу у вересні 2020 року було підтверджено, що Джон Сіна повернеться до своєї ролі Миротворця з «Загону самогубців». Наступного місяця Стів Ейджі приєднався до серіалу в ролі Джона Економоса, також повернувшись з фільму. У листопаді дівчина Ґанна Дженніфер Голланд приєдналася до серіалу в ролі персонажа «Загону самогубців» Емілії Гаркорт разом з Даніель Брукс в ролі Леоти Адебайо, Робертом Патріком в ролі Оггі Сміта. У грудні Чуквуді Івуджі приєднався до них в ролі Клемсона Мьорна.

### Знімання
На початок листопада 2020 року Ґанн прибув до Канади на двотижневий карантин, перш ніж почати виробництво серіалу. Знімання почали 15 січня 2021 року у Ванкувері, Канада під робочою назвою «Scriptures», і оператором став Майкл Бонвіллейн. Ґанн вирішив знімати серіал в Ванкувері, тому що він хотів, щоб дія серіалу відбувалася на Тихоокеанському Північно-Заході, і тому що виробництво було б безпечнішим, оскільки Канада справлялася з пандемією краще, ніж США. Ґанн зняв п'ять епізодів серіалу, а Джоді Гілл, Розмарі Родрігес і Бред Андерсон кожен зняли по одному епізоду. Знімання завершили 11 липня, що стало 131-м днем виробництва першого сезону.

## Музика
У червні 2021 року Ґанн повідомив, що Клінт Манселл і Кевін Кайнер стали композиторами серіалу.

## Реліз
«Миротворець» дебютував 13 січня 2022 року на HBO Max і має 8 епізодів.